# Újezdec (kraj zliński)
Újezdec – gmina w Czechach, w powiecie Uherské Hradiště, w kraju zlińskim. Według
danych z dnia 1 stycznia 2012 liczyła 232 mieszkańców.
Zobacz też:
- Újezdec